# Donald Woods (journaliste)
Cet article concerne le journaliste sud-africain. Pour l'acteur américain, voir Donald Woods (acteur).
Pour les articles homonymes, voir Woods.
Donald Woods (né le 15 décembre 1933 à Transkei, mort le 19 août 2001 à Londres) est un journaliste sud-africain blanc, éditeur du journal Daily Dispatch. Il est célèbre pour ses idées libérales et son soutien apporté à la lutte anti-apartheid notamment par le biais de l'activiste Steve Biko.
Il est également le héros du film Cry Freedom qui relate en partie sa rencontre et sa relation avec Biko, mais aussi l’évolution de son point de vue sur le discours de celui-ci ainsi que sur la torture et l'assassinat de l’activiste.
Alertant l'opinion mondiale sur les conditions de la disparition de Steve Biko (voir Vie et Mort de Steve Biko), il est menacé par le gouvernement sud-africain et entreprend un spectaculaire exil en transitant par le Lesotho. Arrivé à Londres, il poursuit ses activités dans le milieu de l'édition et produit de nombreux ouvrages contre le régime de l'apartheid.
En 1978, il devient le premier civil à s'exprimer en son propre nom au Conseil de sécurité des Nations unies.